# Ponte a bilanciere di Caposile
Il Ponte a bilanciere è un ponte mobile situato in località Caposile, al confine tra il comune di San Donà e quello di Musile. Esso collega le sponde della Piave Vecchia a pochi metri a monte dalla confluenza con il Taglio del Sile. Per le sue forme è stato paragonato al famoso dipinto Ponte di Langlois, soggetto ricorrente nelle opere di Van Gogh. 
Nel 2015 il ponte ha subito un importante intervento di recupero conservativo finanziato in parte dal comune di San Donà e in parte da quello di Musile.

## Storia
Costruito nel 1927 dopo la prima guerra mondiale e dedicato ad Armando Diaz, rimase in servizio sino al 1957, quando fu inaugurato l'attuale attraversamento stradale sulla Piave Vecchia. Il ponte venne realizzato in modo tale da consentire il traffico fluviale mediante quella che allora era un'importante via di navigazione interna.

## Funzionamento
Il meccanismo che rende possibile l'apertura e la chiusura del ponte è costituito da un sistema di contrappesi tramite il quale si ottiene il sollevamento manuale delle due piattaforme della campata centrale.